# Fleur Barron
Fleur Barron ist eine in Nordirland als Tochter einer singapurischen Mutter und eines britischen Vaters geborene Mezzosopranistin. Sie ist bekannt als Interpretin von Opernrollen, sinfonischen Werken und Kammermusik vom Barock bis zur Gegenwart.

## Leben
Fleur Barron wuchs in Hongkong und später in New York auf. Sie studierte Vergleichende Literaturwissenschaft an der Columbia University und Gesang an der Manhattan School of Music.
2020 sang sie bei den Berliner Philharmonikern unter Kirill Petrenko die Rolle der Suora zelatrice in Giacomo Puccinis Oper Suor Angelica. Ihr Debüt in der Titelrolle von Georges Bizets Oper Carmen hatte sie 2022 bei der Arizona Opera. Ebenfalls 2022 verkörperte sie die Rolle der Ottavia in Claudio Monteverdis Oper L’Incoronazione di Poppea beim Festival von Aix-en-Provence.
2023 sang sie die Titelrolle in Kaija Saariahos Oper Adriana Mater mit dem San Francisco Symphony Orchestra. Die Aufnahme davon bei der Deutschen Grammophon gewann 2025 den Grammy für die beste Opernaufnahme. Im selben Jahr wurde sie zur künstlerischen Partnerin des Orquesta Sinfoníca del Principado de Asturias in Oviedo ernannt.
Als weitere herausragende Auftritte in den Jahren bis 2024 sind zu nennen:
- Tschaikowskys Olga und Paulina bei der Garsington Opera und an der Opéra de Toulon;
- Konzerte mit den Münchner Philharmonikern unter Barbara Hannigan, dem BBC Symphony Orchestra, dem Chicago Symphony Orchestra, dem Malaysian Philharmonic Orchestra, dem Orchestre de Paris, den Göteborgs Symfonikern, der Jungen Deutschen Philharmonie, der Niederländischen Radiophilharmonie, dem Balthasar-Neumann-Ensemble, der Slowenischen Philharmonie und dem Orquesta Sinfónica del Principado de Asturias
- Opernpartien an der Opéra de Monte-Carlo, am La Monnaie/de Munt, der Opéra National de Montpellier, der Opéra National du Rhin und der Cape Town Opera.

In der Saison 2024/2025 machte Fleur Barron mit einer Reihe von sinfonischen Debüts als Mahler-Interpretin auf sich aufmerksam, darunter Das Lied von der Erde mit Daniel Harding als Dirigenten des Symphonieorchesters des Bayerischen Rundfunks und des Schwedischen Radio-Symphonieorchesters in Stockholm. Mit Kent Nagano und dem Hamburger Staatsorchester trat sie in der Elbphilharmonie auf. Weitere Orchesterverpflichtungen umfassen Peter Liebersons Neruda Songs mit dem Hawaii Symphony Orchestra, Kaija Saariahos Adriana Songs mit dem Turku Philharmonic Orchestra und orchestrierte Schubert-Lieder mit dem Orquesta Sinfónica del Principado de Asturias. Zudem debütiert sie in dieser Saison in drei Opernrollen: als Concepción in Maurice Ravels L’Heure espagnole mit dem Orquestra Sinfònica de Barcelona i nacional de Catalunya, als Genosse Chin/Shu Fang in Huang Ruos M. Butterfly im Barbican Centre und als Galatea in Georg Friedrich Händels Aci, Galatea e Polifemo mit La Nuova Musica in der Wigmore Hall. Als Rezitalistin unternimmt sie in dieser Saison eine US-Rezitaltournee durch sechs Städte.